# Steeg (Buchbach)
Steeg ist ein Gemeindeteil des Marktes Buchbach im oberbayerischen Landkreis Mühldorf am Inn auf der Gemarkung Walkersaich.

## Geografie
Das Kirchdorf liegt südwestlich von Buchbach an der Staatsstraße 2086.

## Geschichte

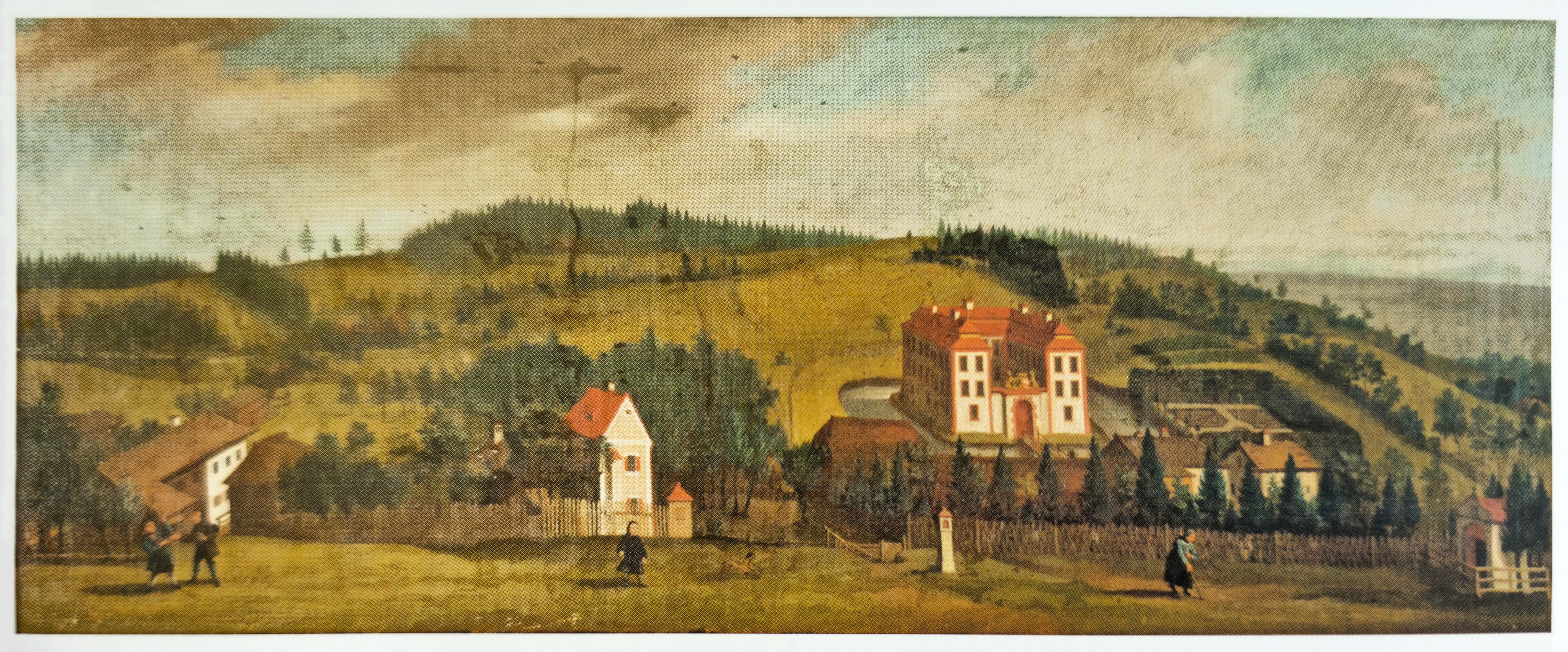
Balthasar Mang: Schloss Steeg und Umgebung, 1805

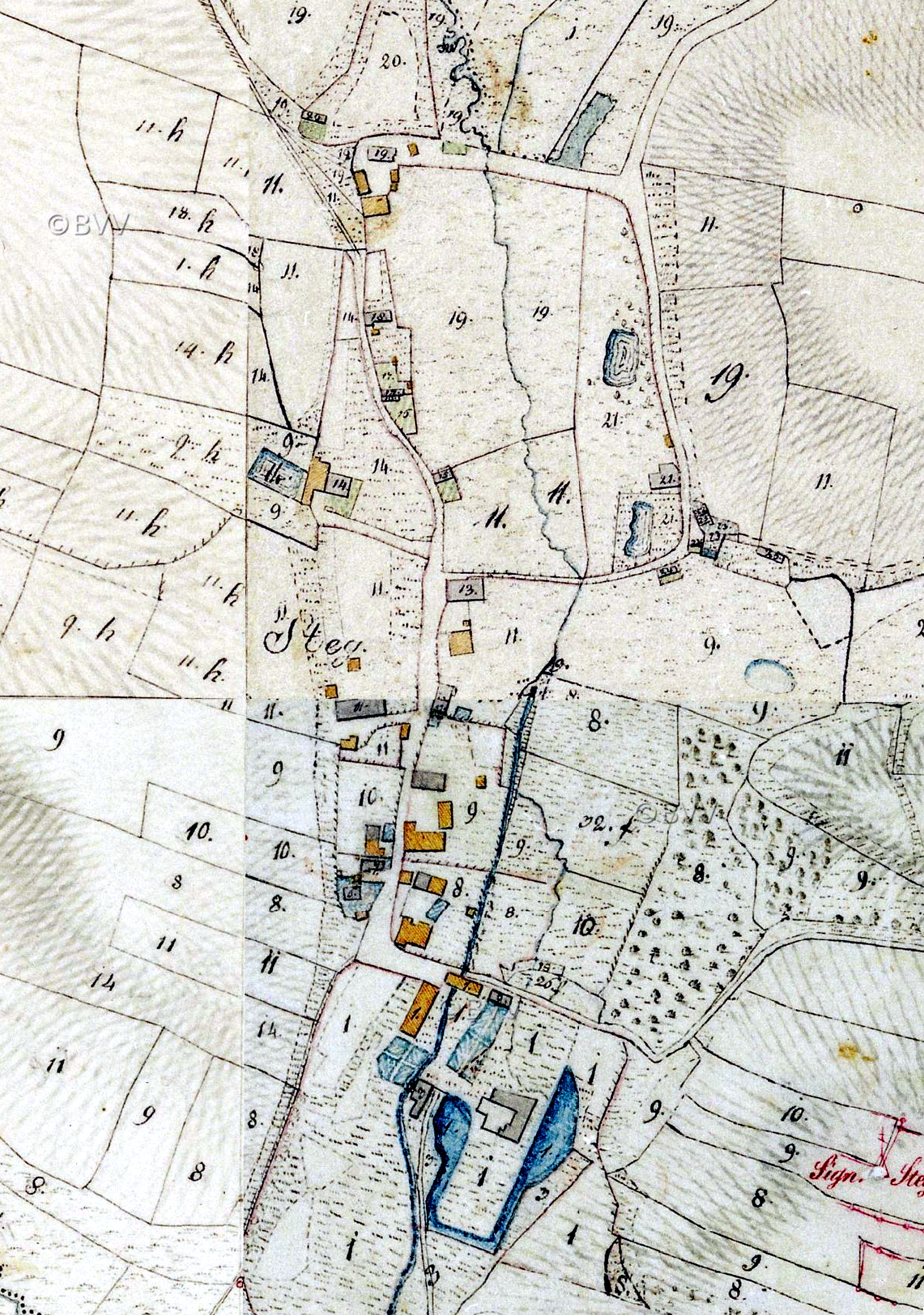
Urkataster-Ortsblatt um 1840 noch mit dem Schloss

Bildstock am südl. Ortsausgang von Steeg

Steeg wird erstmals 1203 in Zusammenhang mit Werner Pfäffinger dem Frommen und seiner Ehefrau Anna Kuchlerin erwähnt. Die Herrschaft der Pfäffinger in Steeg dauert bis 1476. Über den niederbayerischen Kanzler Christof Dorner und die Loßnitzer gelangte die Hofmark Steeg schließlich 1659 an den bayerischen Hofkammerpräsidenten Johann von Mandl.
Die katholische Filialkirche und ehemalige Schloßkirche St. Marien, ein schlichter Barockbau des 18. Jahrhunderts, ist letzter Rest des ehemaligen Wasserschlosses Steeg. Der letzte Besitzer aus der Familie der Freiherren von Mandl, Leonhard Sinbert von Mandl, verkaufte das Schloss um 1840. Es wurde 1850 abgerissen. Das Freiherr von Mandl’sche Patrimonialgericht in Steeg bestand ebenfalls bis um das Jahr 1840.
Der Ort Steeg gehörte zur 1818 gegründeten Gemeinde Walkersaich. Am 1. Januar 1973 kam Steeg mit anderen Gebieten der aufgelösten Gemeinde Walkersaich zu Buchbach.

## Bevölkerungsentwicklung
Um 1871 gab es in Steeg 133 Einwohner. In der Nachkriegszeit des Zweiten Weltkriegs stieg die Bevölkerungszahl auf 227 Einwohner. Im Mai 1987 lebten dort 148 Einwohner in 38 Wohngebäuden, die in 49 Wohnungen aufgeteilt waren.
| Jahr      | 1871 | 1925 | 1950 | 1970 | 1987 |
| Einwohner | 133  | 151  | 227  | 182  | 148  |

## Sehenswürdigkeiten
In der Denkmalliste des Bayerischen Landesamtes für Denkmalpflege sind gelistet:
- Bildstock am südl. Ortsausgang
- katholische Filialkirche und ehemalige Schloßkirche St. Marien